# Buenavista del Norte
Buenavista del Norte är en kommun i Spanien. Den ligger i provinsen Santa Cruz de Tenerife i den autonoma regionen Kanarieöarna i sydvästra delen av landet, 1 800 km sydväst om huvudstaden Madrid. Antalet invånare är 4 680 (2024). Buenavista del Norte ligger på ön Teneriffa.